# Honesty box
 (mai 2025).

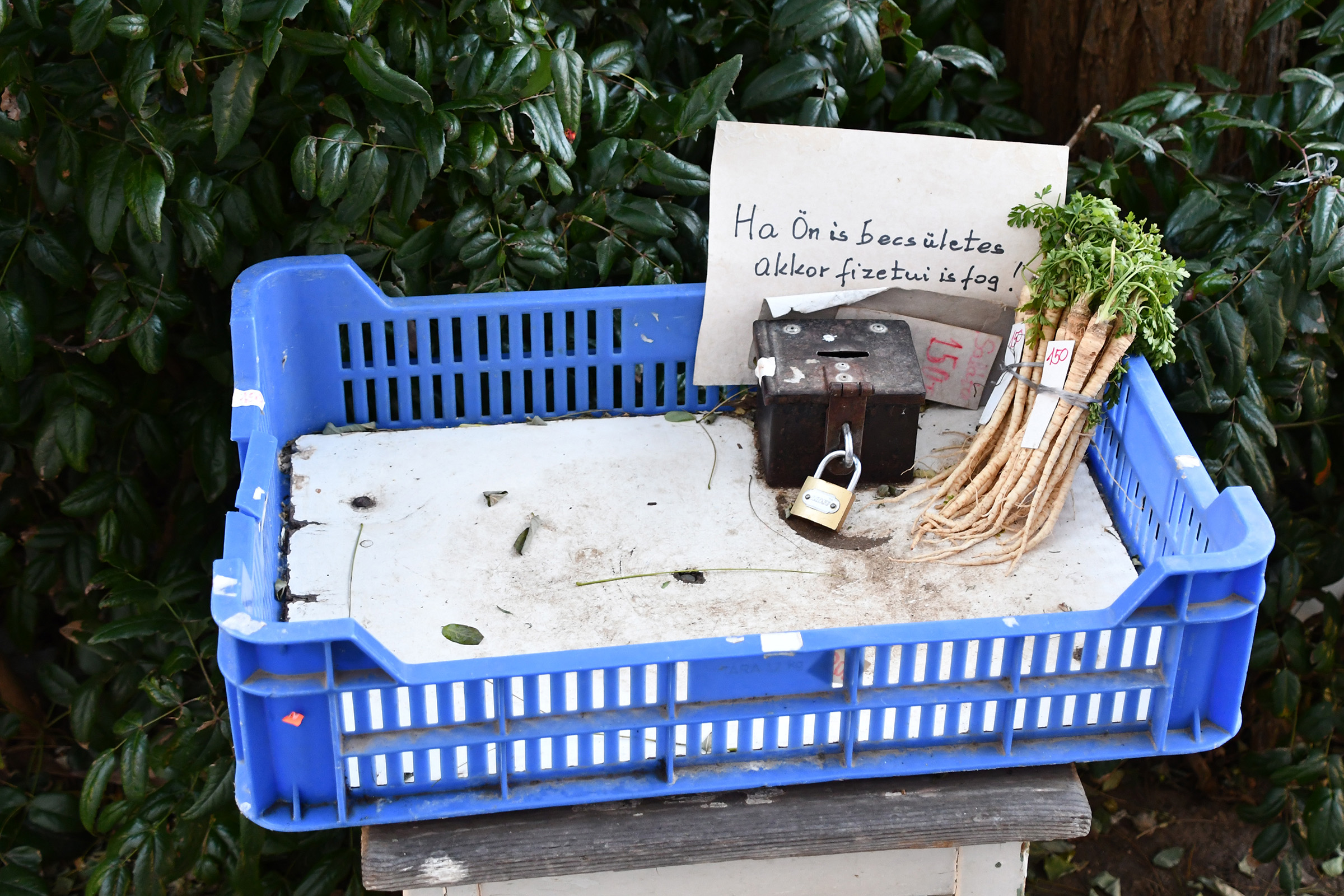
Honesty box pour la vente de légumes en Hongrie.

Une honesty box (« boîte d'honnêteté » ou « caisse d'honnêteté ») est un système de facturation basée sur le système de l'honnêteté et de la confiance.
Cela se retrouve parfois pour des services oui produits de faibles valeurs, tel que l'entrée ou le stationnement, ou des produits locaux ou des journaux. Chaque visiteur s'acquitte en espèce du paiement dans cette boîte de manière autonome et aucun reçu n'est délivré. La boîte en elle-même est généralement cadenassée avec une fente pour l'introduction de l'argent.
Ces emplacements sont généralement sans surveillance et se trouve souvent dans les zones rurales tels que les parcs naturels où la présence constante d'une personne n'est pas possible du fait du faible nombre de clients et de visiteurs.
L'utilisation de ces caisses a connu un regain d'intérêt pendant la pandémie de Covid-19 pour éviter les contacts lors des achats.

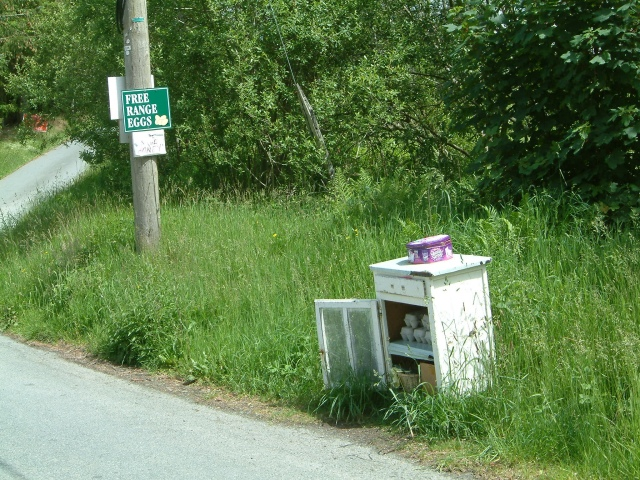
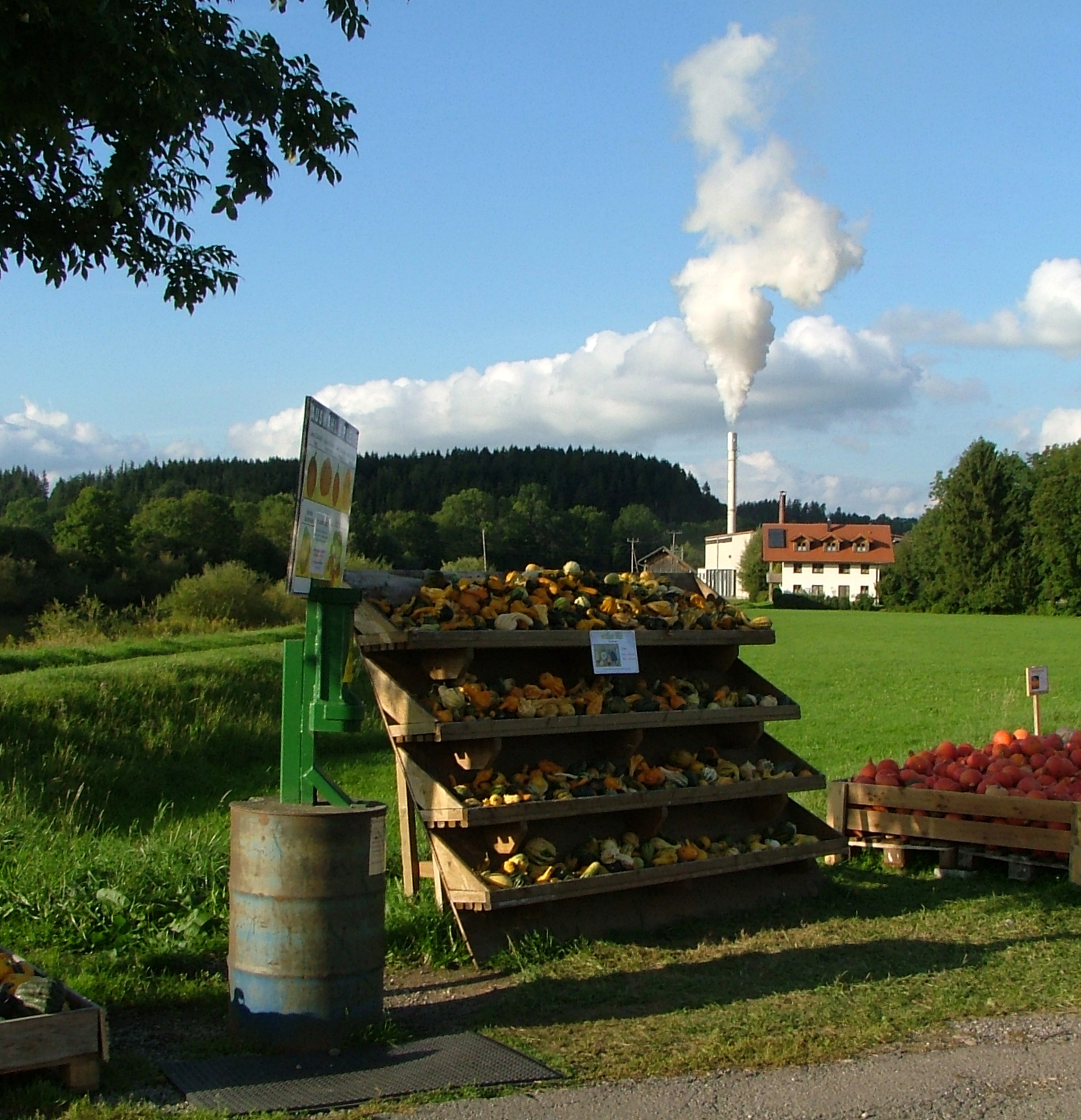
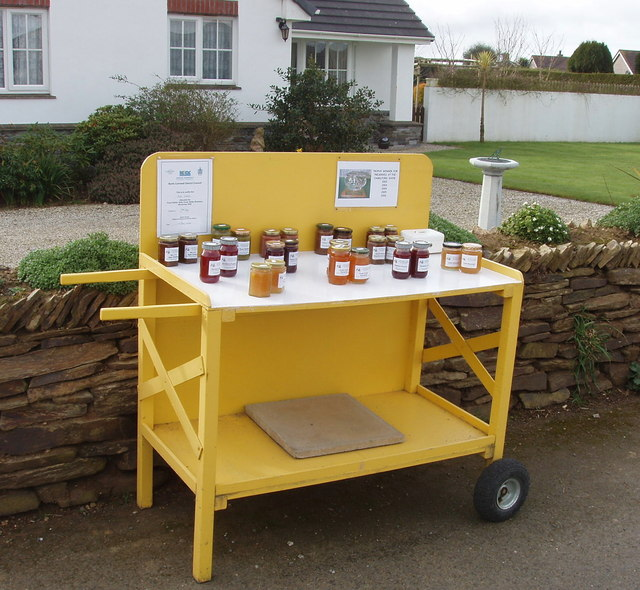
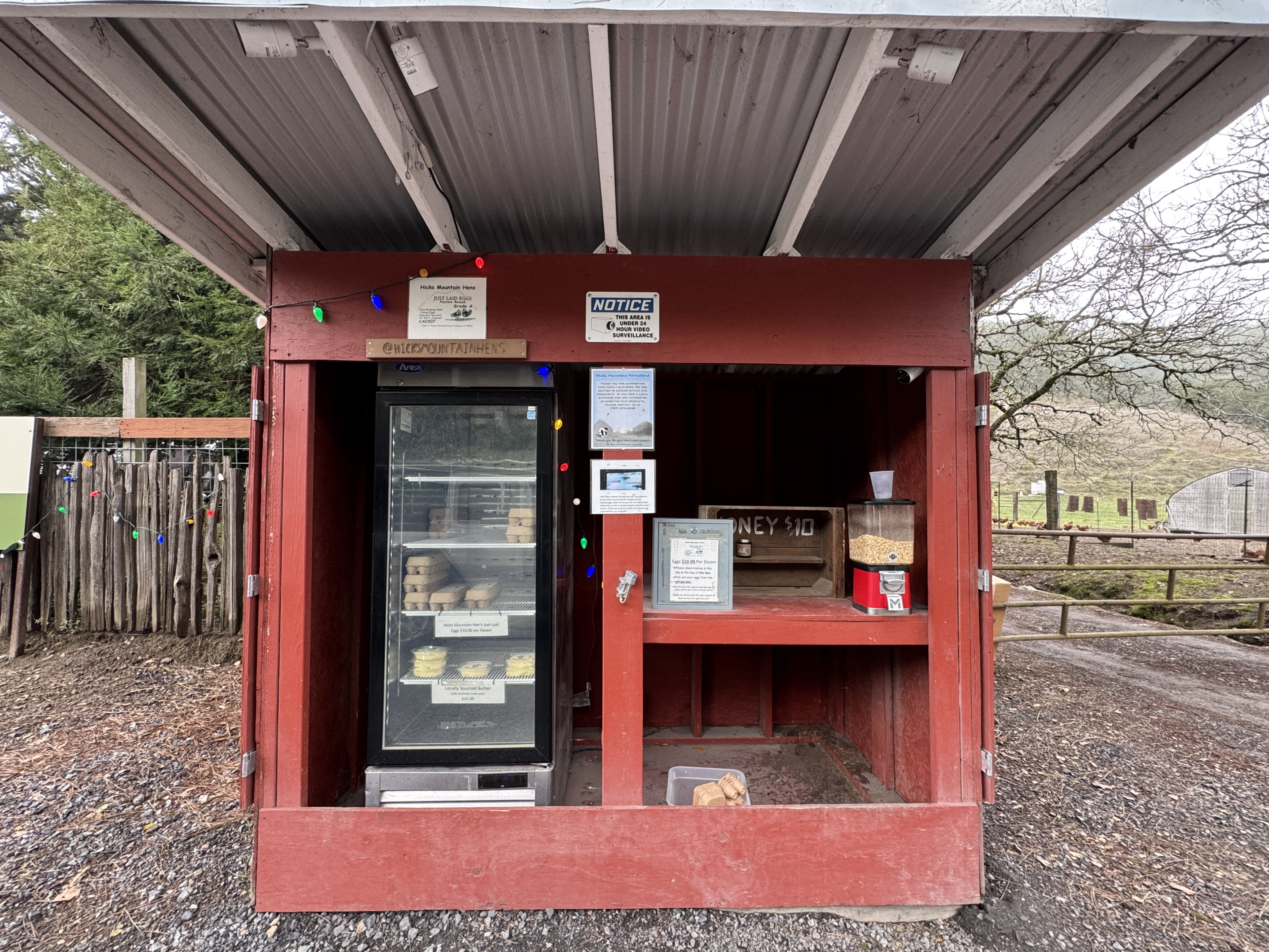
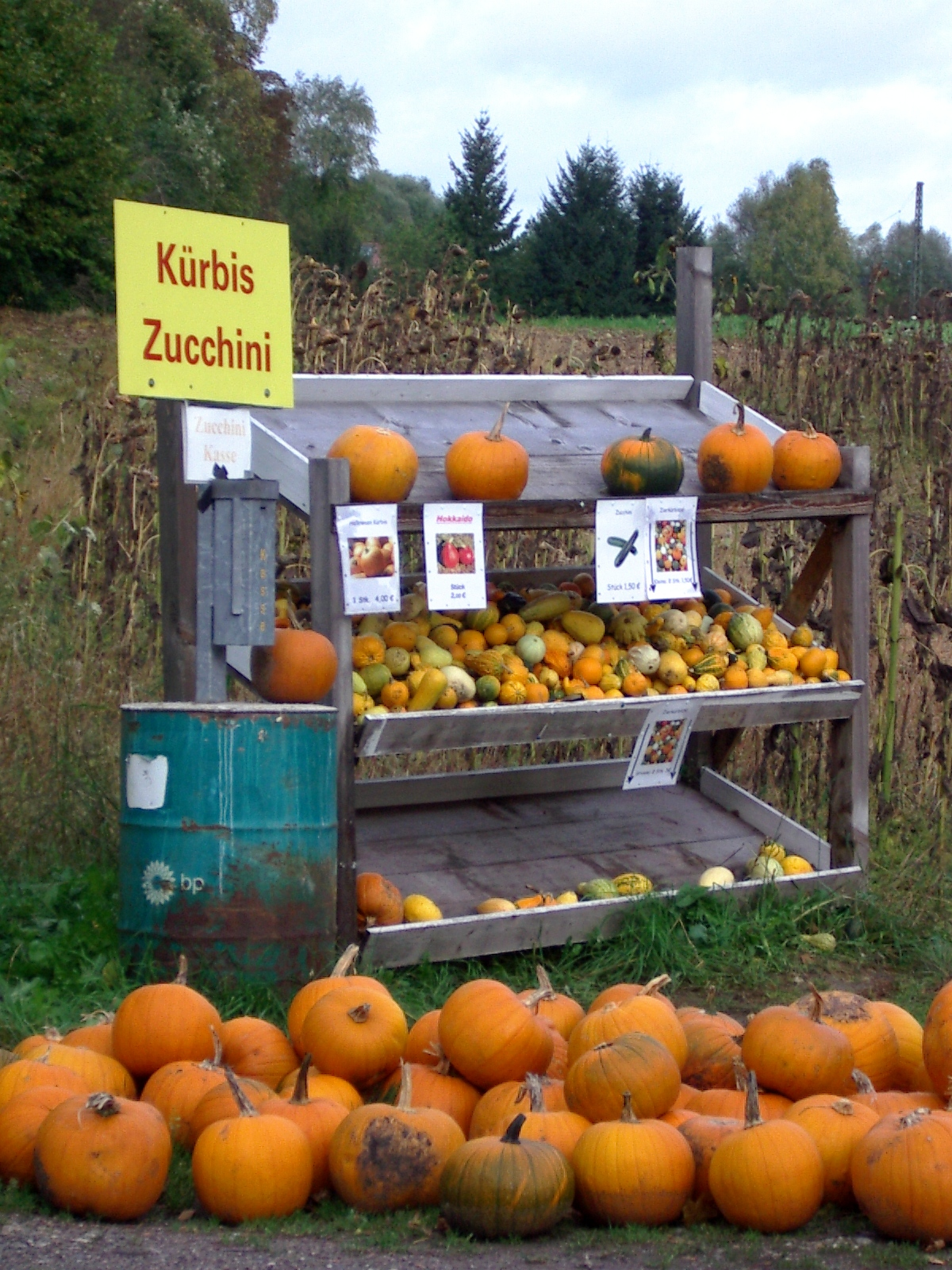
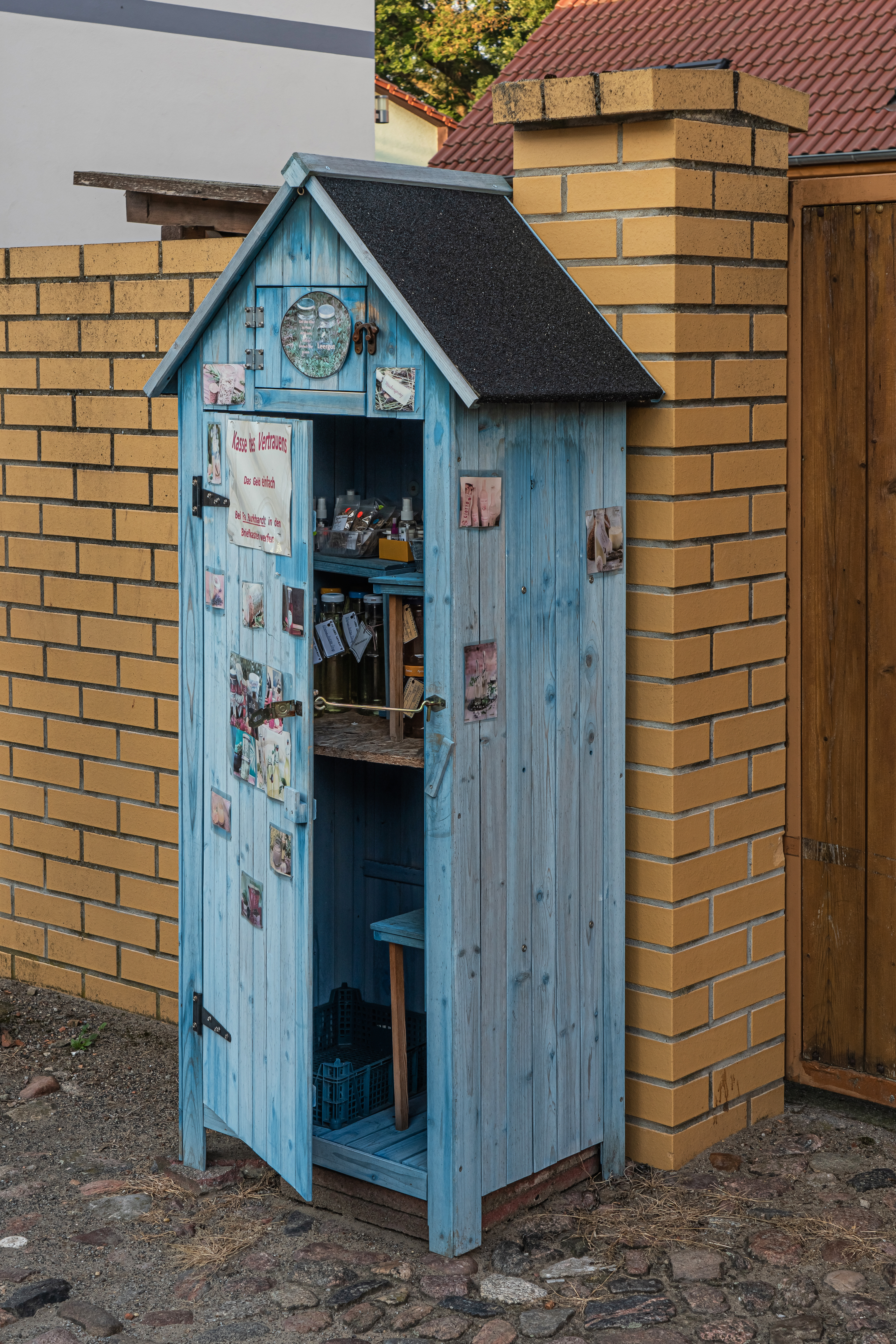